# Carmelo Alonso Bernaola
Carmelo Alonso Bernaola (Otxandio, 16 de juliol de 1929-Madrid, 5 de juny de 2002) va ser un compositor, professor de música i clarinetista basc. Membre de la denominada «Generació del 51», és considerat un dels màxims exponents de la música espanyola en la segona meitat del segle XX. Al llarg de la seva carrera va compondre més de 300 obres entre música culta, cançons populars com el himne de l'Athletic Club, i nombroses bandes sonores per a cinema i televisió, entre elles les sintonies de Verano azul y La clave.

## Biografia
Carmelo Bernaola va néixer a Otxandio (Biscaia, País Basc) el 16 de juliol de 1929. Quan tenia set anys els seus pares es van mudar a Medina de Pomar (Burgos, Castella la Vella), localitat en la qual començaria els seus estudis musicals, i als catorze es va desplaçar a la capital de la província per a aprofundir en classes de harmonia, piano i clarinet. Per a evitar que la seva formació es veiés truncada pel servei militar, en 1948 es va presentar a les oposicions a músic a la Banda de l'Acadèmia d'Enginyers; tres anys més tard va recalar en la Banda del Ministeri de l'Exèrcit a Madrid i va ser ascendit a sergent.
En la banda de l'Exèrcit va coincidir amb diversos membres de la futura «Generació del 51» com Cristóbal Halffter, Manuel Angulo i Ángel Arteaga, al costat dels quals treballaria en la cerca de nous sons. Bernaola aprofitaria la seva estada en la capital per a continuar els estudis musicals en el Conservatori de Madrid, sent alumne d'Enrique Masó (harmonia), Francisco Calés Pina (contrapunt i fuga) i Julio Gómez (composició). El 1953 gana les oposicions a clarinetista en la Banda Municipal de Madrid i, després de rebre diversos premis nacionals, en 1957 obté una beca de la Reial Acadèmia de Belles Arts de Sant Ferran per a ampliar la seva formació.
Entre 1960 i 1962 va estar residint en Roma (Itàlia) per a especialitzar-se en composició sota els ensenyaments de Goffredo Petrassi i Sergiu Celibidache, dos dels músics que més han influït en la seva carrera, així com en Darmstadt (Alemanya) a les ordres de Bruno Maderna. Després de tornar a Madrid reprèn la seva plaça en la Banda Municipal però dedica la major part del temps a la composició de bandes sonores, tant en cinema com en l'emergent televisió, sense descurar altres gèneres artístics. En total va compondre més de 300 obres al llarg de la seva carrera.
Dins de la música culta, és considerat l'introductor de la modernitat de la música clàssica en Espanya, i va desenvolupar la aleatorietat a través del concepte de música flexible, basat en una llibertat interpretativa controlada per l'autor. Algunes de les seves obres més canviades de nom són les tres Simfonies (1974, 1980, 1990), el «Rondó para Orquesta» (1992), «Clamores y Secuencias» (1993) i «Canto al Euskera» (1995), a més de la partitura de La Celestina d'Adolfo Marsillach (1989). Entre els seus reconeixements destaquen dos Premis Nacionals de Música (1962 i 1992), la Medalla d'Or al Mèrit en les Belles Arts (1987) i l'ingrés en la Secció de Música de la Reial Acadèmia de Belles Arts de Sant Ferran (1993).
Quant a la música popular, Bernaola és autor dels arranjaments del himne de l'Athletic Club en basc (Athleticen ereserkia, 1982); les sintonies per televisió d'El pícaro (1974), La clave (1976) i Verano azul (1981), i un total de 82 bandes sonores de cinema entre les quals destaquen Mambrú se fue a la guerra (1986), Espérame en el cielo (1988) i Pasodoble (1988), amb la qual va guanyar el Premi Goya de 1989 a la millor música original.
A més de la composició professional, Bernaola va ser professor d'harmonia al Conservatori de Madrid i director del Conservatori de Música Jesús Guridi de Vitòria des de 1981 fins a 1991.
Carmelo Bernaola va morir el 5 de juny del 2002 a l'Hospital de Madrid, als 72 anys, víctima d'un càncer.

## Obra (selecció)
A part de les seves 82 bandes sonores per al cinema, la música composta per a teatre i televisió —entre elles la sèrie El pícaro de Fernando Fernán Gómez, la sintonia del debat La clave i la de la sèrie Verano azul— i les seves composicions sobre cançons populars com El cocherito leré, les seves obres més importants van ser:
- 1955: Trío-Sonatina (Per oboe, clarinet i fagot); Capricho (Clarinete y piano); Música para quinteto de viento.
- 1956: Tres piezas para piano.
- 1957: Suite-divertimento (Piano y orquestal); Homenaje a Scarlatti (Piano i Orquestra); Cuarteto de cuerda número 1.
- 1958: Canción y danza (Piano).
- 1959: Cuatro piezas infantiles (Piano).
- 1960: Píccolo Concerto (Violí i corda); Constantes (Per veu, 3 clarinets i percudsió).
- 1961: Superficie número 1 (conjunt de cambra); Sinfonetta Progresiva (Orquestra de corda).
- 1962: Espacios variados; Superficie número 2 (Violoncel).
- 1963: Permutado (Violí i guitarra); Superficie número 4; Morfología sonora (Piano).
- 1964: Mixturas.
- 1965: Heterofonías.
- 1966: Episodio (Baix); Traza.
- 1967: Músicas de cámara.
- 1968: Continuo (Piano).
- 1969: Polifonías.
- 1970: Oda für Marisa.
- 1971: Relatividades.
- 1972: Impulsos; Argia ezta ikusten.
- 1974: Sinfonía en do; Negaciones de San Pedro (Baix i cor); Presencia (Quartet de corda i piano); Per due.
- 1976: Superposiciones variables.; Así; Tiempos (violoncel i piano); Pieza I.
- 1977: Achode (Quintet de clarinet).
- 1978: Villanesca; Entrada; Juegos.
- 1979: A mi aire; Qué familia; Superficie número 5 (Contrabaix).
- 1980: Variantes combinadas (Música de cambra); Sinfonía número 2.; Galatea, Rocinante y Preciosa; Koankinteto; Variantes combinadas.
- 1981: Béla Bartók I; Tres piezas.
- 1982: Himne de l'Athletic Club.
- 1984: Las siete palabras de Cristo en la Cruz.
- 1985: Variaciones concertantes (Espacios variados número 2).
- 1986: Nostálgico (Piano i orquestra).
- 1987: Perpetuo, cántico, final (Piano).
- 1988: El retablillo de Don Cristóbal; Per a Fráderic (Para trío).
- 1989: La Celestina (Ballet).
- 1990: Sinfonía número 3.
- 1992: Scherzo.
- 2001: Fantasías.

## Premis i distincions
En la seva dilatada carrera professional, Carmelo Bernaola va obtenir multitud de premis i distincions:
Medalles del Cercle d'Escriptors Cinematogràfics 
| Any  | Categoria     | Pel·lícula                               | Resultat' |
| ---- | ------------- | ---------------------------------------- | --------- |
| 1967 | Millor música | Días de viejo color Si volvemos a vernos | Guanyador |
| 1969 | Millor música | Del amor y otras soledades               | Guanyador |
| 1972 | Millor música | Corazón solitario                        | Guanyador |

- 1955: Menció Honorífica al Premio Nacional de Música.
- 1956: Premi Samuel Ross.
- 1956: Premi Nacional de Compositors del SEU.
- 1959: Premi Roma (Secció Espanyola).
- 1962: Premio Nacional de Música.
- 1967: Premio Nacional de Música Cinematográfica.
- 1987: Medalla d'Or al Mèrit en les Belles Arts.
- 1989: Premi Goya a la millor música original per Pasodoble, de José Luis García Sánchez.
- 1990: Medalla d'Or de Vitòria-Gasteiz.
- 1992: Premio Nacional de Música.
- 1994: Premi Sabino Arana.
- 1994: Acadèmic de la Reial Acadèmia de Belles Arts de Sant Ferran.
- 1998: Doctor Honoris Causa per la Universitat Complutense.
- 2001: Premi de Música de la Fundación Guerrero.